# Piotr Hermanowicz
Piotr Hermanowicz (ur. 1881 w Wilnie, zm. 1939 tamże lub w Wornianach) – polski rzeźbiarz i sztukator, radny miasta Wilna.

## Życiorys
W młodości, w rodzinnym mieście, podjął naukę sztukatorstwa, w którym to zawodzie pracował przy odnowie kościoła św. Piotra i Pawła od 1902 do 1904. Wraz z nauką zawodu chodził też na zajęcia do Szkoły Rysunkowej Józefa Montwiłła. Później studiował w Petersburskiej Akademii Sztuk Pięknych pod kierunkiem Władimira Beklemiszewa, Jana Ciąglińskiego i Alberta Benois. Około roku 1910 wyjechał do Baku i do 1912 tworzył tam rzeźby dla miejscowej świątyni katolickiej. W 1912 otrzymał stypendium do Paryża, gdzie do ok. 1915 kontynuował naukę pod kierunkiem Antoine’a Bourdelle’a. Co najmniej od 1920 mieszkał i pracował już na stałe w zawodzie w Wilnie. Należał do Wileńskiego Towarzystwa Artystów Plastyków, w którego powstaniu wziął udział i wielokrotnie prezentował swoje prace na wystawach towarzystwa. W latach 30. związał się z Wileńskim Towarzystwem Niezależnych Artystów Malarzy. Od 1925 uczył rzeźbiarstwa w wileńskiej Szkole Rzemiosł Artystycznych. Był też starszym cechu murarzy, malarzy, sztukatorów, kamieniarzy i cieśli. W latach 30. XX w. był radnym miasta Wilna. Był również członkiem Związku Monarchistów. Zaginął bez wieści wkrótce po wkroczeniu do Wilna Armii Czerwonej, podaje się także, iż zmarł jesienią 1939 w Wornianach.
Tworzył w glinie i gipsie, czasami publikował rysunki. Wykonał zaprojektowane przez Ferdynanda Ruszczyca płaskorzeźby fasady głównego gmachu Uniwersytetu Stefana Batorego (zniszczone w późniejszym okresie). Podejmował się także prac restauratorskich, np. w kościele św. Katarzyny (lata 30. XX w.). 
W 1924 podczas wileńskiej Wystawy Rzemiosła i Sztuki za wystawione rzeźby został nagrodzony złotym medalem. 